# Istočni Arrernte jezik
Istočni arrernte jezik (istočnoarandski; arunta, eastern aranda, eastern arrernte; ISO 639-3: aer), jedan od šest arandskih jezika, porodice pama-nyunga, kojim govori 3 820 ljudi (1996 census) na Sjevernom Teritoriju, Australija.
Postoji nekoliko drijalekata, to su mparntwe arrernte kod Alice Springsa, ikngerripenhe, akarre i antekerrepenh. Engleski se u uči u školi u Santa Teresi. Etnička grupa se zove Aranda ili Arunta.

## Vanjske poveznice
- Ethnologue (14th)
- Ethnologue (15th)